# Johann Sebald Neusönner
Johann Sebald Neusönner († 1708 in Wien) war kurfürstlich-bayrischer Geheimsekretär vor und in der Zeit des Spanischen Erbfolgekrieges und des daraus resultierenden bayerischen Volksaufstandes 1705. 
1684 war der Jurist Neusönner während des Türkenkrieges als Kriegsratssekretär im Generalkommissariat in Ungarn tätig.
1697 erhielt Neusönner das Schlossbauerngut Perlachsoed, heute Fasangartenstraße 3 in München Ramersdorf-Perlach, von Kurfürst Max Emanuel zugesprochen.
Neusönner unterzeichnete nach der verlorenen zweiten Schlacht von Höchstädt als Vertreter der Kurfürstin Therese Kunigunde (diese wiederum in Vertretung des geflohenen Kurfürsten Max Emanuel) am 7. November 1704 im Hauptquartier der kaiserlichen Truppen zu Ilbesheim vor Landau in der Pfalz den Kapitulationsvertrag Bayerns gegenüber den Vertretern des Römischen Kaisers Leopold I. Dadurch wurden die Kriegshandlungen im Rahmen des Spanischen Erbfolgekrieges in Süddeutschland beendet und Bayern von österreichischen Truppen besetzt. Nur im Rentamt München konnte die Kurfürstin zunächst noch die Souveränitätsrechte ausüben.
Am 9. Februar 1705 wird Neusönner wegen treuer Dienste von der Kurfürstin zum Hofkammerdirektor (Finanzminister) befördert.
Neusönner hatte anschließend Verbindung mit den ungarischen Rebellen aufgenommen und soll laut Christian Probst versucht haben, in Böhmen durch Agenten einen Aufstand gegen Österreich anzuzetteln. Aus diesen Gründen entschloss sich im April 1705 Kaiser Leopold I., das Rentamt München besetzen zu lassen.
Am 21. Mai 1705 wird Neusönner verhaftet und schließlich nach Wien ins Gefängnis verbracht, wo er 1708 starb.
Nach ihm ist die Neusönnerstraße in München-Trudering benannt.